# Хубей
Хубе́й (кит.: 湖北 — «на північ від озера» Дунтін) — провінція в центральній частині КНР, в басейні середньої течії річки Янцзи. Площа 187 400 км². Населення 60 160 000 чоловік (2004). Адміністративний центр — місто Ухань. 1 грудня 2019 року в місті Ухань було виявлено перший випадок захворювання на COVID-19.

## Адміністративний поділ
Хубей поділяється на 17 підрегіонів:
| Карта                           | #                               | Українська назва | Китайська назва                | Піньінь |
| ------------------------------- | ------------------------------- | ---------------- | ------------------------------ | ------- |
|                                 | Місто субпровінційного значення |                  |                                |         |
| 1                               | Ухань                           | 武汉市           | Wǔhàn Shì                      |         |
| Міські округи                   |                                 |                  |                                |         |
| 2                               | Ечжоу                           | 鄂州市           | Èzhōu Shì                      |         |
| 3                               | Хуанган                         | 黄冈市           | Huánggāng Shì                  |         |
| 4                               | Хуанши                          | 黄石市           | Huángshí Shì                   |         |
| 5                               | Цзінмень                        | 荆门市           | Jīngmén Shì                    |         |
| 6                               | Цзінчжоу                        | 荆州市           | Jīngzhōu Shì                   |         |
| 7                               | Шиянь                           | 十堰市           | Shíyàn Shì                     |         |
| 8                               | Суйчжоу                         | 随州市           | Suízhōu Shì                    |         |
| 9                               | Сян'ян                          | 襄阳市           | Xiāngyáng Shì                  |         |
| 10                              | Сяньнін                         | 咸宁市           | Xiánníng Shì                   |         |
| 11                              | Сяогань                         | 孝感市           | Xiàogǎn Shì                    |         |
| 12                              | Їчан                            | 宜昌市           | Yíchāng Shì                    |         |
| Автономна префектура            |                                 |                  |                                |         |
| 13                              | Еньши-Туцзя-Мяоська             | 恩施自治州       | Ēnshī Tǔjiāzú Miáozú Zìzhìzhōu |         |
| Міста субпрефектурного значення |                                 |                  |                                |         |
| 14                              | Тяньмень                        | 天门市           | Tiānmén Shì                    |         |
| 15                              | Цяньцзян                        | 潜江市           | Qiánjiāng Shì                  |         |
| 16                              | Сяньтао                         | 仙桃市           | Xiāntáo Shì                    |         |
| Лісництво                       |                                 |                  |                                |         |
| 17                              | Шеньнунцзя                      | 神农架林区       | Shénnóngjià Línqū              |         |

## Партнерство
7 вересня 2011 року була досягнута домовленість про партнерство між керівництвом Київської області та провінції Хубей, щодо сприяння розвитку співробітництва регіонів в сферах економіки, освіти, охорони здоров'я, туризму, спорту та фізичної культури.

## Культура
Народився у повіті Цінюань художник Хо Чуньян.